# Elgouraani
Elgouraani (franska: Elgouraani (CR), Elgouraani (Commune Rurale), arabiska: بوكدرة) är en kommun i Marocko.   Den ligger i provinsen Safi och regionen Marrakech-Safi, i den norra delen av landet, 260 km sydväst om huvudstaden Rabat. Antalet invånare är 11 278.